# Primera División Uruguaya 1913
Il campionato era formato da otto squadre e il River Plate vinse il titolo.

## Classifica finale
| Pos. | Squadra              | Pt | G | V | N | P  | GF | GS |
| ---- | -------------------- | -- | - | - | - | -- | -- | -- |
| 1    | River Plate          | 14 | 9 | 4 | 1 | 20 | 9  | 22 |
| 2    | Nacional             | 14 | 7 | 6 | 1 | 25 | 9  | 20 |
| 3    | Peñarol              | 14 | 5 | 4 | 5 | 20 | 16 | 14 |
| 4    | Central              | 14 | 6 | 2 | 6 | 12 | 14 | 14 |
| 5    | Montevideo Wanderers | 14 | 6 | 1 | 7 | 13 | 16 | 13 |
| 6    | Reformers            | 14 | 4 | 2 | 8 | 8  | 20 | 10 |
| 7    | Universal            | 14 | 3 | 4 | 7 | 10 | 17 | 10 |
| 8    | Bristol              | 14 | 2 | 5 | 7 | 13 | 20 | 9  |

G = Partite giocate; V = Vittorie; N = Nulle/Pareggi; P = Perse; GF = Goal fatti; GS = Goal subiti; 